# German Flatts
German Flatts är en kommun i Herkimer County i delstaten New York, USA med 13 258 invånare (2010).